# هرتمیه
هرتمیه (به عربی: الهرتمیة) یک روستا در سوریه است که در ناحیه مرکزی معره‌النعمان واقع شده‌است. هرتمیه ۲۰۷ نفر جمعیت دارد.